# Guillaume VI de Sillé
Guillaume VI de Sillé, seigneur de Sillé. 

## Biographie
Guillaume VI de Sillé, fils de Robert Ier de Sillé, atteste une acquisition de l'abbaye de Champagne en 1288, est cité au Cartulaire de la Couture en 1297. Plusieurs contrats en cour de Sillé sont passés devant lui (1291). Le 29 mai 1301, il fait avec les seigneurs de Craon, de Laval, de Lassay, de Mathefelon, de Vendôme, des offres au comte d'Anjou pour les aides réclamées à l'occasion du mariage de sa fille Isabeau ; il est bienfaiteur de l'abbaye de Champagne ; ratifie en 1316 la fondation faite par ses ancêtres à la Fontaine-Saint-Martin de six sommes de vin et de six setiers de froment ; s'accorde enfin avec l'évêque du Mans, Pierre Gougeul, pour l'hommage de la terre de Montfaucon donnée en parage à l'un des puînés de la famille (1324).
Hucher publie deux écus attribuables à Guillaume VI : l'un, de 1295, indique l'alliance d'une femme portant les écussons de Mathefelon, et non de Mayenne comme l'a cru Hucher ; l'autre, de 1302, porte en alliance l'écu de la famille de Broussin, au sautoir cantonné en flanc et en pointe de 3 molettes, et en chef d'une croisette.
L'abbé Angot signale l'erreur de M. de Lestang, suivi par Bourassé, qui donne à Guillaume VI pour épouse Jeanne de Lonray : A. de Broussillon l'a aussi fait indirectement en démontrant qu'elle fut femme de Guillaume de Silly. 
Il reste donc établi que Guillaume VI de Sillé eut pour femme une fille, non de la maison de Mayenne qui n'existait plus, mais de celle de Mathefelon, et une autre de la maison de Broussin, celle de Broussin ayant remplacé la précédente vers 1302.
Il eut pour enfants :
1. Robert, qui lui succéda ;
2. Guillaume, qui épousa Béatrix de Coulans, père de Guillaume qui succéda à Robert, son oncle, et d'un autre qui accompagna son frère en Hongrie. Béatrix fut exécutrice de sa belle-fille en 1400, et aurait vécu jusqu'en 1420, date de son testament ;
3. Philippine, d'après Le Château de Sourches, aurait épousé Jean de Vassé en 1314 (jeudi, fête de saint Martin), ce qui fait supposer qu'elle serait née d'un premier mariage bien avant ses frères, d'après un titre attaqué par le seigneur de la Meilleraie et confirmé au mois d'août 1653 par Aubry, commissaire à ce député. Malgré cette sentence d'un juge du XVIIe siècle favorable à l'authenticité d'un document du XIVe siècle, il est permis d'examiner si la femme de Jean de Vassé ne serait point fille de Guillaume de Silly et de Jeanne de Lonray, et petite-fille de N. de Lonray et de Philippine de Château-Gontier. La confusion serait analogue à celle du prétendu mariage de Jeanne de Lonray et de Guillaume de Sillé.

## Source
- Abbé Angot, « Baronnie de Sillé », dans Bulletin de la Commission historique et archéologique de la Mayenne, 1920, no 36, p. 135-152.